# Eduardo Acevedo Díaz
Eduardo Acevedo Díaz, född 20 april 1851 i Montevideo i Uruguay, död 18 juni 1924 i Buenos Aires i Argentina, var en uruguayansk författare och politiker.
Eduardo Acevedo Díaz anses vara den första betydande novell- och romanförfattaren i uruguayansk litteraturhistoria. Han är ofta sedd som grundaren av en litterär rörelse som gav framhävning åt gaucho, vilket gjorde att hans personlighet blev starkt romantiserad. Han skrev mestadels i exil i Argentina.
Acevedo Díaz levde i en viktig epok i uruguayansk historia som kantades av politiska förändringar, vilket kom att prägla hans intellektuella bildning. Han blev politiskt aktiv samtidigt som han studerade vid universitetet i Montevideo. Han deltog i politiska stridigheter till förmån för ett nationalistiskt parti ur dagens Uruguays nationalistparti, som då gick under benämningen Blancos ("de vita"). 
I perioden då den sydamerikanska litteraturen ständigt påverkades av politiska strömningar införde Acevedo Día traditionalistiska värderingar i sitt skrivande. Hans första roman var Brenda (1886). Hans bäst kända verk är en historisk trilogi som handlar om det uruguayanska frihetskriget, vilket har blivit hans mästerverk och utövat stort inflytande på gauchoförfattarna.
Acevedo Díaz blev åter politiskt aktiv i slutet av 1800-talet och hans skicklighet som författare och retor gav honom partiledarskapet för Nationalistpartiet Blanco. Hans stöd för en oppositionell person var dock så starkt att han tvangs avgå som partiledare. Han säkrade dock en plats som diplomat och var på officiella besök i bl.a. USA, Italien och Mexiko.